# Штайнбир
Штайнбир (нем. Steinbier, буквально: «каменное пиво») — специфическое пиво, распространенное в Каринтии вплоть до начала XX века. Подобное пиво также варили в Скандинавии, Франконии и Швабии. Сегодня производится редко (главным образом в Германии, Австрии и США). Содержание алкоголя колеблется от 4,5 до 7,2 %.
Названо из-за технологии варки сусла, который разогревается до кипения на горячих камнях. В Средние века сосуды для варки часто делались из дерева, так что не было возможности нагревать их на открытом огне, а единственным способом довести сусло до кипения было нагревание при помощи камней.
Полученное на камнях пиво отличается от обычного, так как горячие камни карамелизируют содержащуюся в сусле мальтозу. В результате на камни оседают отложения сахара с ярко выраженным ароматом дыма (отчасти напоминающим копчёное пиво Бамберга). После процеживания пива из варочного сосуда в сосуд для ферментации и охлаждения, «осахаренные» камни помещают в начале брожения в пиво. Во время брожения дрожжи быстро перерабатывают сахара, прилипшие к камням. Полученное пиво приобретает приятный дымный аромат и слегка сладковатый солодовый привкус. Обычно штайнбир не фильтруется.
Сегодня каменное пиво является редкой разновидностью лагера. Лишь считанные пивоварни всё ещё производят этот напиток по трудоёмкой и опасной технологии былых времён. Элевый штайнбир практически не выпускается. Примеры торговых марок: Gusswerk Urban-Keller’s Steinbier (Австрия), Altenmünster Rauchenfelser Steinbier, Altenmünster Steinweizen, Allgäuer Steinbock, Gänstaller-Bräu Akkurat ROCKS Steinbier, Lahnsteiner Bernsteinbier, Leikeim Original Steinbier, Michels Steinbier (Германия), Equinox Rockbiter Steinbier, Fort Collins Steinbier, Scratch Vollmund Steinbier, Sweet Mullets Steinbier (США).